# Голуб ямайський
Го́луб ямайський (Patagioenas caribaea) — вид голубоподібних птахів родини голубових (Columbidae). Ендемік Ямайки.

## Опис
Довжина птаха становить 38-48 см, вага 250 г. У самців верхня частина тіла сиза або сірувато-коричнева, голова і нижня частина тіла рожевувато-коричневі. Задня частина шиї має металево-зелений або бронзовий відблиск. Хвіст сірий. на хвості чорнувата смуга. Очі оранжеві, навколо очей кільця червоної голої шкіри. Дзьоб і лапи червоні. У самиць крила мають оливкове або коричневе забарвлення, нижня частина тіла більш руда, металевий відблиск в оперенні шиї менш виражений. Молоді птахи мають переважно сірувато-коричневе забарвлення, нижня частина тіла у них попеляста.

## Поширення і екологія
Ямайські голуби живуть у вологих гірських і рівнинних тропічних лісах Ямайки, особливо вони є поширеними в горах Джона Кроу, на сході гір Блу-Маунтінс та в горах країни Кокпіт. Зустрічаються невеликими зграйками, на висоті від 100 до 2000 м над рівнем моря. Живляться насінням і плодами, яких шукають в кронах дерев. Сезон розмноження триває з кінця лютого по серпень. Гніздяться високо на деревах.

## Збереження
МСОП класифікує цей вид як вразливий. За оцінками дослідників, популяція ямайських голубів становить від 3750 до 15000 птахів. Їм загрожує знищення природного середовища і полювання.